# Katona
Katona je priimek v Sloveniji, ki ga je po podatkih Statističnega urada Republike Slovenije na dan 1. januarja 2020 uporabljalo 33 oseb.

## Znani slovenski nosilci priimka
- Srečko Katona, radijski voditelj

## Znani tuji nosilci priimka
- István Katona (*1973), madžarski biokemik - nevroznanstvenik?
- József Katona (1791—1839), madžarski dramatik
- Kálmán Katona (1948–2017), madžarski politik
- Lajos Katona (1862—1910), madžarski zgodovinar